# Parafia Świętej Rodziny w Radomicach
Parafia Świętej Rodziny w Radomicach – parafia rzymskokatolicka, znajdująca się w diecezji kieleckiej, w dekanacie morawickim.